# The Legend of Zelda: Tears of the Kingdom
The Legend of Zelda: Tears of the Kingdom (Nhật: ゼルダの伝説 ティアーズ オブ ザ キングダム Hepburn: Zeruda no Densetsu: Tiāzu obu za Kingudamu, nhan đề phụ bằng tiếng Việt là Huyền Thoại về Zelda: Nước mắt của Vương Quốc) là trò chơi điện tử thuộc thể loại hành động phiêu lưu do Nintendo EPD sản xuất và được Nintendo phát hành cho Nintendo Switch vào ngày 12 tháng 5 năm 2023. Về mặt lý thuyết, đây là phần tiếp theo của tựa game The Legend of Zelda: Breath of the Wild (2017), Tears of the Kingdom hầu như vẫn giữ lại được nhiều khía cạnh từ phiên bản Breath of the Wild, bao gồm cả môi trường thế giới mở của Hyrule, vốn đã được mở rộng thêm để có thể tự do khám phá nhiều hơn theo chiều từ dưới lên. Câu chuyện theo chân Link và nỗ lực hỗ trợ với công chúa Zelda nhằm để ngăn chặn Ganondorf đang cố gắng tìm cách để phá hủy vương quốc Hyrule.
Được phát triển bởi bộ phận Lập kế hoạch & Phát triển Giải trí (EPD) của Nintendo, do giám đốc Fujibayashi Hidemaro, người cũng đã từng đảm nhận vai trò giám đốc trong Breath of the Wild và nhà sản xuất Aonuma Eiji đảm nhận. Quá trình phát triển dự án Tears of the Kingdom đã được hình thành từ một ý tưởng khi những bản Nội dung tải về được (DLC) của Breath of the Wild đã vượt quá phạm vi cho phép của tựa game. Một đoạn giới thiệu của dự án sau đó đã được trình chiếu tại sự kiện E3 2019 và tại sự kiện E3 2021, dự án mới bắt đầu được tiết lộ đầy đủ. Ban đầu Tears of the Kingdom đã được lên kế hoạch là sẽ phát hành vào năm 2022 nhưng đã bị trì hoãn cho đến tháng 5 năm 2023. Sau khi phát hành, tựa game đã nhanh chóng được cộng đồng cũng như là các nhà phê bình đánh giá rất tích cực, với những lời khen dành cho sự cải tiến của tựa game so với bản tiền nhiệm đồng thời mở rộng các thế giới cũng như là các tính năng khám phá và thử nghiệm. Tính đến  tháng 5 năm 2023, tựa game đã bán được hơn 10 triệu bản trên toàn thế giới.

## Lối chơi
Tears of the Kingdom vẫn giữ nguyên lối chơi theo phong cách phiêu lưu hành động thế giới mở từ phiên bản trước đó của dòng trò chơi Zelda là Breath of the Wild (2017). Khi vào vai nhân vật Link, người chơi có thể tương tác và khám phá vào vương quốc Hyrule đồng thời còn được bổ sung thêm hai khu vực mới là Sky Islands và Depths, hai khu vực này được sử dụng để tìm vũ khí, tài nguyên và hoàn thành các nhiệm vụ được giao. Người chơi có thể khám phá bằng nhiều hoạt động khác nhau như đi bộ, chạy, leo trèo, bơi, và bay với một chiếc dù lượn.
Tears of the Kingdom đã được bổ sung thêm nhiều tính năng và vật phẩm mới. Trong đó có các thiết bị Zonai, đây là những thiết bị công nghệ mà người chơi có thể sử dụng để tham gia các cuộc chiến đấu hay khám phá, v.v. Các khả năng rune từ phiên bản trước của trò chơi đã được thay đổi sang năm sức mạnh mới: Ultrahand, Fuse, Ascend, Recall và Autobuild. "Ultrahand", giúp kết dính các vật thể lại với nhau để có thể xây dựng các mô-đun thiết bị, phương tiện và các cấu trúc khác. Tính năng này có thể được sử dụng với các thiết bị Zonai để tạo ra những phương tiện và các cấu trúc khác nhau. "Fuse" cho phép Link kết hợp những vũ khí, thiết bị và vật liệu được tìm thấy hoặc một số đồ vật trong thế giới để tạo ra một vũ khí tùy chỉnh như khiên để có thể tăng độ thuộc tính và độ bền của những vũ khí đó. Ví dụ, kết hợp một vật thể gây nổ với một chiếc mũi tên khiến mũi tên đó phát nổ khi xảy ra va chạm. Với khả năng "Autobuild" bạn có thể tiêu một loại đơn vị tiền tê được gọi là 'Zonaite' để có thể triệu hồi bất kỳ các cấu trúc nào hay tái tạo lại một thiết bị mà người chơi đã xây dựng bằng khả năng Ultrahand. "Ascend" cho phép người chơi có thể bay hay di chuyển qua các bề mặt rắn hay phía trên. Còn "Recall" có thể được áp dụng trên một đối tượng để "đảo ngược" lại chuyển động của vật thể.
Các khu vực như Đền thờ (Shrines) và Korok Seeds đã quay trở lại trong phiên bản lần này. Khi Link hoàn thành nhiệm vụ, các đền thờ sẽ cung cấp cho người chơi môt vật phẩm gọi là Ánh sáng ban phước (Light of Blessing); Sau khi lấy được bốn trái tim, cậu ta có thể sử dụng chúng để tăng lượng máu khi cậu chỉ có hồi sức được một trái tim hay mở rộng kích thước từ tính năng Stamina Wheel. Khu vực Korok Seeds có thể được sử dụng để tăng khả năng chứa đồ của Link, cho phép cậu ta chứa nhiều vũ khí phục vụ cho việc cận chiến, khiên và cung tên. Ngoài ra, trò chơi đã cung cấp thêm nhân vật phản diện mới, được gọi là Gloom, có thể được tìm thấy ở gần các hố sâu có thể tiếp cận được ở cấp độ The Depths và cũng có thể xuất hiện trên những kẻ thù được tìm thấy trong The Depths.
Khi tiếp xúc lâu với Gloom hay bị kẻ thù có Gloom bao bọc, Link sẽ bị nhận sát thương liên tục và cậu sẽ không thể hồi máu cho bất kỳ thanh trái tim nào đã bị mất và Link sẽ phải quay trở lại Surface để lấy lại thanh máu tối đa cho mình hoặc đi đến Lightroot, một loài cây phát sáng được tìm thấy ở The Depths.

## Cốt truyện
Sự chiến thắng của Link trước Calamity Ganon trong Breath of the Wild đã cho phép các cư dân của vương quốc Hyrule đã có thể bắt đầu xây dựng lại vương quốc. Vài năm sau Ganon bị đánh bại, một căn bệnh không xác định đã bị rò rỉ ra từ bên dưới Lâu đài Hyrule, Link và Công chúa Zelda bắt đầu điều tra căn hầm bên dưới lâu đài của vương quốc. Nằm bên dưới lâu đài, Link và Zelda đã tìm thấy được tàn tích của Zonai, một nơi đã kể về một câu chuyện liên quan đến một trận chiến vĩ đại và cả hai người đã chứng kiến được sự thức tỉnh của một xác ướp. Sức mạnh của xác ướp kia đã phá hỏng cánh tay phải của Link đồng thời cũng phá hủy thanh kiếm Master Sword. Lâu đài Hyrule sau đó đã ngay lập tức bị dịch chuyển lơ lửng trên bầu trời. Cả hai người đều đã rơi xuống đất; Zelda đã biến mất cùng với một cổ vật bí ẩn, trong khi Link thì đã được cứu sống bởi một cánh tay đang giữ chặt cái xác ướp. Link sau đó đã thức dậy ở Sky Islands với thanh Master Sword đã vỡ tan và đã gặp linh hồn của Rauru, một người đến từ nền văn minh Zonai, người đã trao cho Link một cánh tay phải của mình để thay thế cho cánh tay phải bị hỏng trước kia. Rauru hứa sẽ cố gắng hỗ trợ cho Link tìm lại đươc Zelda sau một cánh cửa trong Ngôi đền Thời gian và Link cũng đã nhận được hình ảnh chỉ để chứng kiến cảnh Zelda lấy thanh kiếm Master Sword.
Link lập tức quay trở lại Hyrule, biết rằng các sự kiện trước đó chính là một phần của "Upheaval", một sự kiện đã từng gây ra sự hỗn loạn cho Hyrule. Link nhanh chóng nhận được sự hỗ trợ của Purah để có thể tìm được Zelda, sau đó họ đã đi điều tra và tìm lại các báo cáo bí ẩn trên toàn bộ Hyrule. Trong quá trình này, Link phải đánh bại bốn con quái vật đang chiếm giữ các ngôi đền Zonai cổ với sự trợ giúp từ bốn người quen. Tại sa mạc Gerudo, Link đã hỗ trợ cho thủ lĩnh Riju để ngăn chặn những cơn bão cát thất thường và tiêu diệt được Gibdos. Tại sông Zora, Link và Sidon đã cùng hợp tác với nhau để ngăn chặn những đống bùn đang cố gắng lây lan chất độc cho dòng nước. Tại Làng Rito, Link đã bắt gặp Tulin và cả hai đã cùng nhau tiêu diệt được nguồn gốc của cơn bão tuyết đã âm ỉ đe dọa Rito. Tại Làng Goron, Link đã tìm thấy Yunobo đã bị tẩy não; sau khi suy luận ra được Yunobo, cả hai đã cùng chiến đấu với một con quái vật phát sinh ra từ ngọn Núi Tử thần. Với mỗi con quái vật bị đánh bại, Link lại có thể tìm thấy những Viên đá bí mật, những món đồ tạo tác từ thời Zonai giúp gia tăng sức mạnh bẩm sinh cho người sử dụng chúng. Các biến thể linh hồn từ những Sage cổ đại đã xuất hiện trước Link và những người bạn đồng hành của cậu, bổ nhiệm cho những người bạn đồng hành của Link thành những Sage mới và truyền lại những Viên đá đó. Sau khi xử lý đi những lũ quái vật, Link đã theo dõi Zelda đến Lâu đài Hyrule. Tại lâu đài, "Zelda" đã tiết lộ mình chính là kẻ mạo danh đã từng phục vụ cho Ganondorf trước khi bị Link và đồng đội của cậu đánh bại. Link sau đó đã gặp Mineru, một Sage cổ đại có thể sử dụng được phép chiếu tâm linh để ở lại trong thế giới vật chất, và cung cấp cho cô một cơ thể máy móc được cấu tạo hoàn toàn bằng nhân tạo.
Thông qua Mineru, các linh hồn của các Sage và một số giọt nước mắt của rồng đã nằm rải rác khắp Hyrule, Link đã biết được số phận của Zelda. Được tiết lộ rằng cách đây rất lâu, trong Cuộc chiến tranh giam cầm, Rauru, vị vua đầu tiên của Hyrule, đã lãnh đạo cùng với các Sage nhằm chống lại Quỷ vương Ganondorf, nhưng đã bị áp đảo hoàn toàn về sức mạnh, buộc Rauru phải hy sinh chính mình để phong ấn cho Ganondorf. Zelda, người đã từng được đưa về quá khứ với cổ vật bí ẩn đã từng biến mất cùng với Zelda chính là Viên đá Bí mật, và cô đã được dịch chuyển xuyên thời gian về quá khứ xa xôi. Tại đó, cô đã gặp Rauru, người mà đã được tiết lộ là vị vua đầu tiên của Hyrule và cô đã giao nhiệm vụ cho các Sage, cầu xin họ hãy cố gắng giúp đỡ Link, và yêu cầu họ nên biến thành rồng để có thể khôi phục lại thế giới Master Sword.
Ở hiện tại, Link đã nhanh chóng lấy được thanh kiếm Master Sword từ dạng rồng của Zelda và đi đến Lâu đài Hyrule. Tại đó, Link đã bị rơi vào bẫy của Ganondorf. Nằm bên dưới của lâu đài, Link đang cố gắng chiến đấu với quân đội của Ganondorf trước khi phải tự mình chiến đấu với quỷ vương, nhận thấy mình sắp bị đánh bại, Ganondorf đã biến mình thành một con rồng quỷ nhằm đánh bại lại Link. Zelda đang ở trong dạng rồng đã ra sức hỗ trợ Link tiêu diệt Ganondorf. Zelda sau đó đã lấy lại được hình dáng thật của mình và cả hai đều cùng rơi xuống bề mặt của Hyrule.
Sau một khoảng thời gian, trên Sky Island nơi Link đã thức tỉnh, Mineru đã nói lời tạm biệt cho cả hai người (Khi Link đã lấy lại được cánh tay phải của mình), trước khi linh hồn của cô chuẩn bị phân tán trong khi những người kế vị của Sage đã thề sẽ bảo vệ cho Hyrule.

## Phát triển

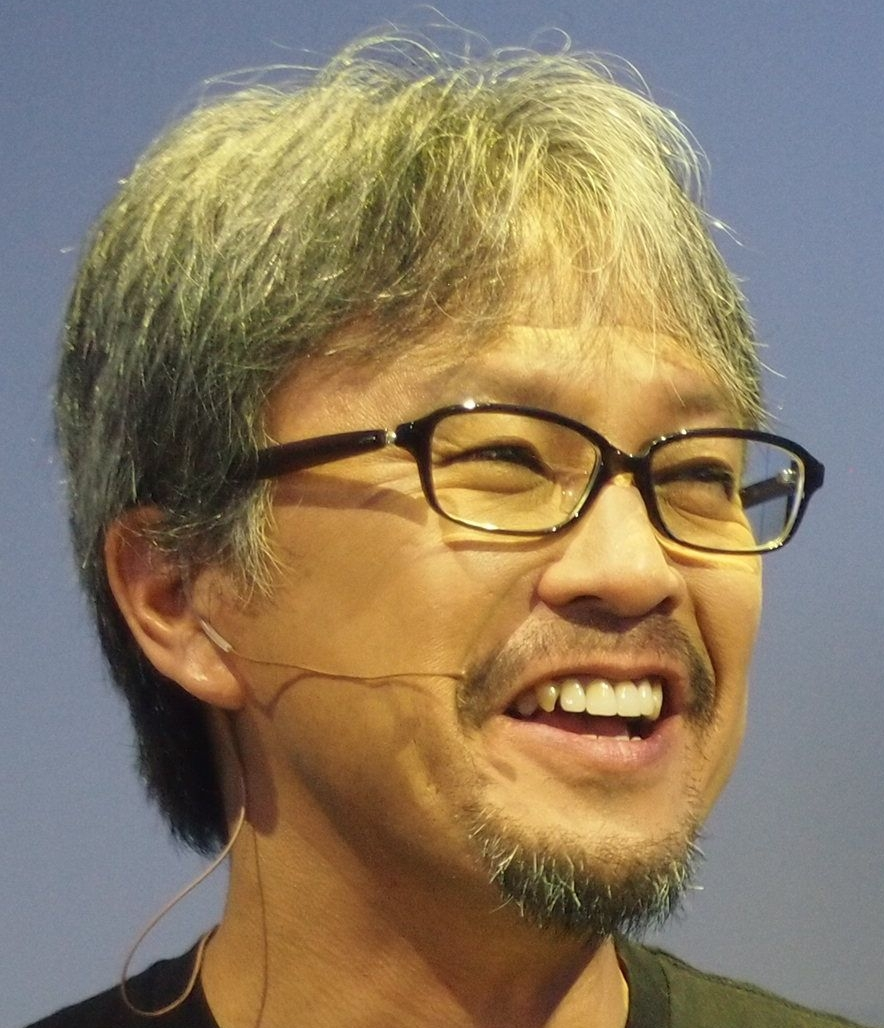
Bản Tears of the Kingdom cũng do Aonuma, người từng sản xuất cho bản Breath of the Wild đảm nhận vai trò sản xuất.

Quá trình phát triển của Tears of the Kingdom mới được thực hiện vào năm 2017 khi công việc cho bản Breath of the Wild hoàn thành. Ban đầu, những ý tưởng đã được nghĩ ra cho bản DLC của trò chơi nhưng cuối cùng đã phát triển thành một phiên bản mới do có quá nhiều người ra ý tưởng. Tựa game đã chính thức được công bố như là bản kế nhiệm của Breath of the Wild tại sự kiện E3 2019. Vào năm 2021, Nintendo đã cho ra mắt một đoạn giới thiệu trong sự kiện E3 2021, đoạn giới thiệu trên  mô tả chi tiết về lối chơi của tựa game, đoạn giới thiệu sau đó đã được công bố rộng rãi trên internet. Các yếu tố cốt chuyện và thời gian phát hành ban đầu đã được công bố là vào năm 2022, nhưng Nintendo sau đó đã phải thay đổi lại thời gian phát hành sang đến Quý 2 năm 2023. Trong một buổi họp báo của Nintendo Direct đã được tổ chức vào tháng 9 năm 2022, nhiều thông tin về tựa game đã được tiết lộ bao gồm với tựa đề mới Tears of the Kingdom và ngày phát hành của trò chơi sẽ là vào ngày 12 tháng 5 năm 2023, một buổi họp báo khác của Nintendo Direct vào tháng 2 năm 2023 đã giới thiệu nhiều yếu tố hơn về cách chơi.
Giám đốc của Breath of the Wild là Fujibayashi Hidemaro và nhà sản xuất Aonuma Eiji đã được thông báo rằng, họ sẽ tiếp tục đảm nhận vai trò cho tựa game. Ý tưởng về bản Tears of the Kingdom chỉ được hình thành sau khi đội ngũ đã không thể sử dụng mọi ý tưởng để lên kế hoạch cho bản nội dung tải về của Breath of the Wild. Ngoài ra, đội ngũ đã công bố sẽ thêm những yếu tố mới vào trò chơi bao gồm các hòn đảo nổi phía trên vương quốc Hyrule, nơi người chơi có thể bay qua lại giữa các hòn đảo theo phong cách tương tự như bản The Legend of Zelda: Skyward Sword (2011). Mặc dù đã được xem các bản thử nghiệm đầu tiên của trò chơi, nhưng sự tham gia của nhà sản xuất Miyamoto Shigeru vào quá trình phát triển của trò chơi là khá ít so với các trò chơi Zelda trước đó do xung đột về lịch trình với vai trò là nhà sản xuất của Nintendo và Illumination cho bộ phim Anh em Super Mario (2023) và hơn hết là ông phải đảm nhận vai trò sản xuất cho trò chơi kể từ cuối thập niên 2000.
Trong quá trình phát triển của tựa game, đội ngũ sáng tạo đã đưa ra rất nhiều ý tưởng cho trò chơi Breath of the Wild. Trong số đó, Aonuma đã nói cả nhóm đã cùng thống nhất với nhau rằng, phần tiếp theo của trò chơi sẽ được quay trở lại với cùng một phiên bản Hyrule của phần Breath of the Wild. Giám đốc kỹ thuật của trò chơi là ông Dohta Takuhiro đã từng nói rằng, các khu vực trong phần Tears of the Kingdom đều được ông lấy cảm hứng từ tựa game Wii Sports Resort để sử dụng các địa điểm từ trò chơi đó sang đây và thêm một vài cơ chế mới. Ông cũng nói thêm rằng, "những ý tưởng mang tính khám phá mới lạ trong cùng một bối cảnh đó đã gây ấn tượng với tôi". Ngoài ra, ông cũng lưu ý rằng, việc sử dụng các địa điểm quen thuộc sẽ rất hữu ích cho người chơi khi mà lặn từ trên trời xuống. Bằng cách bổ sung thêm phạm vi bầu trời và dưới đất trong thế giới của trò chơi, đội ngũ đã có thể mở rộng đáng kể thêm nhiều khu vực khám phá hiện có. Ông Aonuma đã từng đề cập đến phần Skyward Sword và đã nhận xét rằng, vì những giới hạn từ phần cứng mà các nhân viên của ông đã không thể hoàn thành được quá trình hạ cánh từ bầu trời xuống dưới bề mặt một cách liền mạch. Trong trò chơi, Link có thể sẽ bị giới hạn và chỉ có thể lặn ở những điểm cụ thể. Với những khả năng sẵn có từ Switch, Tears of the Kingdom giờ đây đã có thể mang lại sự tự do trong thế giới được kết nối theo cả hướng ngang lẫn hướng dọc.

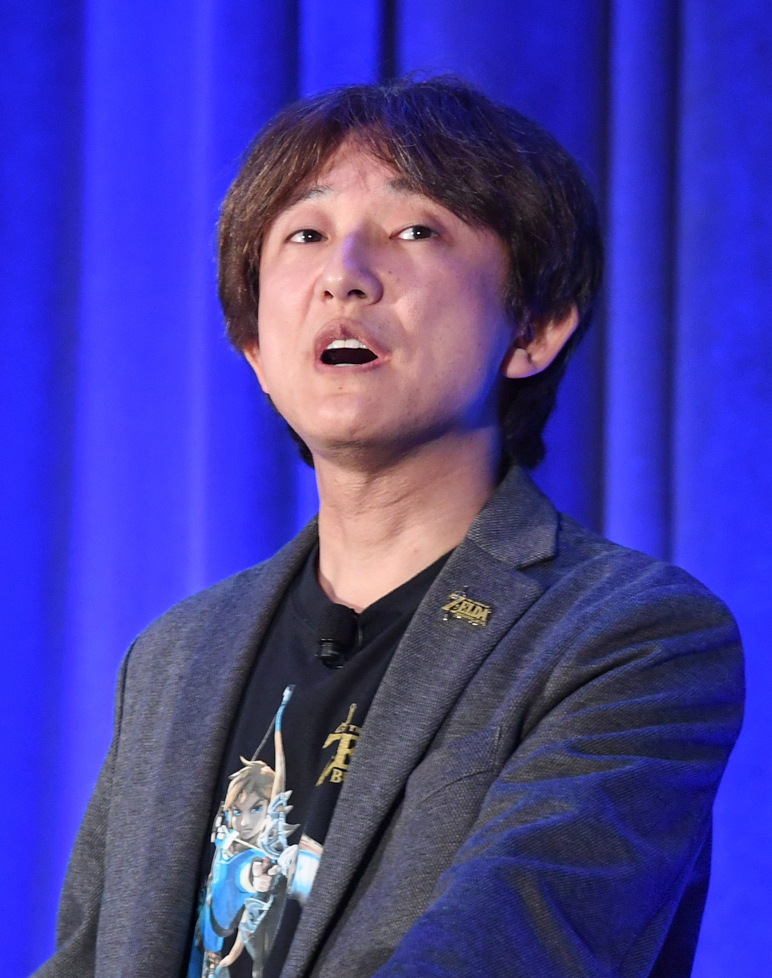
Giám đốc của trò chơi, ông Fujibayashi Hidemaro

Vì tựa game này có một sự tương đồng khá giống khi mà so sánh với phần Breath of the Wild, các nhân viên trong đội ngũ đã vô tình gặp phải tình trạng "déjà vu" một cách khá nghiêm trọng khi mà họ đang phải cố gắng phát triển cho phần tiếp theo của trò chơi. Ông Aonuma đã nói rằng, đội ngũ phát triển của ông đang phải cố gắng hết sức để có thể tạo ra một thứ gì đó mới lạ nhưng cũng cần phải có cảm giác thân thuộc với trò chơi trước kia và có thể nhận ra một số khía cạnh của nó "đã từng giống như trước" hay là "nó phải là như vậy nhưng thực chất lại không phải là như vậy". Ông Fujibayashi cũng đã nói rằng, có những lúc mà họ cũng phải vật lộn để mà cố gắng suy nghĩ về sự khác biệt giữa cả hai trò chơi. Các nhân viên sau đó đã tiếp cận Tears of the Kingdom cùng với một loạt các danh sách ý tưởng mà họ đã từng muốn đưa vào trong Breath of the Wild. Ông Aonuma nói rằng, ông mong muốn người chơi sẽ có thể đi xuống dưới lòng đất trong Breath of the Wild nhưng sau đó lại bị hạn chế bởi những vấn đề kỹ thuật từ Wii U. Ngoài ra, Tears of the Kingdom cũng đã giới thiệu lại các ngục tối (dungeon) lớn vào dòng game và được kết nối với bề mặt của Hyrule. Ông Dohta Takuhiro đã nói rằng, các ngục tối đó đã được thiết kế với từng đặc điểm và khu vực để khiến chúng trở nên độc đáo với môi trường hơn "giống với các trò chơi The Legend of Zelda truyền thống". Những ngục tối đó chủ yếu sẽ được tạo ra để giới thiệu về nhiều loại sức mạnh và các tiện ích của Link giống như là một yếu tố để có thể tối đa hóa với lối chơi. Ngoài ra, khu vực còn được thiết kế để cho người chơi có thể truy cập một cách liền mạch thay vì bị chặn lại, nó cũng cho phép người chơi có thể rơi thẳng từ bầu trời xuống dưới ngục tối và có thể tiến ra ngoài bất cứ lúc nào.
Một trong những khái niệm cốt lõi của trò chơi chính là khả năng chế tạo ra những vật phẩm mới. Ông Fujibayashi đã từng nói rằng, ngay sau khi ông phát hành phiên bản Breath of the Wild, đã có rất nhiều người chơi đã bắt đầu trải nghiệm về các yếu tố khác nhau trong trò chơi, đặc biệt là về yếu tố vật phẩm và đăng những video về chiến tích của họ lên mạng xã hội, phổ biến nhất là trên nền tảng YouTube hay TikTok. Điều này đã mang lại cho đội ngũ của ông thêm nhiều sự tự tin và chính là động lực để ông có thể tạo thêm nhiều công cụ mới hơn trong phiên bản Tears of the Kingdom mà người chơi có thể sử dụng chúng để mang đến cho họ một trải nghiệm độc đáo riêng. Các thiết bị Zonai đã được giới thiệu trước đó chính là để khuyến khích cho người chơi có thẻ trải nghiệm nhiều hơn, nhưng điều này cũng cần phải đòi hỏi về yếu tố cân bằng giữa việc cho phép người chơi có thể sáng tạo và duy trì những giới hạn trên để đảm bảo cho họ không thể phá vỡ các mạch lối chơi bằng các thiết bị có sức mạnh vô hạn.
Câu chuyện chủ đề về "bàn tay" được sử dụng như là một thành phần phụ bao trùm khắp tựa game, yếu tố này như là một cách để thể hiện cho khái niệm kết nối. Nó hiện diện rõ ràng ở trong cơ chế của trò chơi, từ câu chuyện, hình ảnh cho đến âm thanh, luôn có sự góp mặt của thành phần này. Dohta Takuhiro, giám đốc kỹ thuật của tựa game đã nói rằng, khía cạnh chính của trò chơi này luôn nói về sự "chung tay" và hợp tác với những nhân vật khác, cùng với khả năng sử dụng tay của Link để tạo ra các vật phẩm trong trò chơi. Đặc biệt, cánh tay phải của Link đã được tạo ra như là một cách để có thể phân biệt được cậu ta với nhiều lần lặp lại trước đó của nhân vật, nhưng yếu tố đó cũng được sử dụng theo phong cách tượng trưng để giải những câu đố và mở cửa. Ông Aonuma cho biết chủ đề này cũng thường được xuất hiện trong thành phần cốt truyện, liên quan đến việc nó có thể kết nối với thời lịch sử của Hyrule.
Khả năng Ascend đã được phát triển từ một tính năng gỡ lỗi mà ông Aonuma và Fujibayashi đã từng sử dụng để mà có thể thoát khỏi hang động của trò chơi. Cả hai đều đã đồng ý rằng, việc có thể di chuyển qua các hang động không khác gì là một "cơn đau dữ dội" và họ cần có một tính năng gian lận để có thể đi lên trên mặt nước. Nhưng rồi, việc triển khai nó lại đặt thêm nhiều thách thức khác, chẳng hạn như đảm bảo người chơi sẽ không thể đi vào trong một không gian trống do sự cố tải dữ liệu. Ông Aonuma đã nói rằng những trò chơi thế giới mở như Red Dead Redemption 2 và The Elder Scrolls V: Skyrim chính là nguồn cảm hứng để ông thực hiện cho tựa game. Vào tháng 2 năm 2023, một đống các trang trong một quyển sách nghệ thuật chứa các thiết kế về các nhân vật và địa điểm đã bị rò rỉ trên internet. Bản dựng lại của trò chơi sau đó cũng đã bị phát tán hai tuần trước khi phát hành.
Cho đến khoảng tháng 3 năm 2022, Aonuma đã xuất hiện trong một buổi thuyết trình của Nintendo Direct và ông đã chính thức thông báo rằng, Tears of the Kingdom đã bị trì hoãn do nhiều vấn đề cơ bản từ trò chơi. Sau đó, trong một buổi phỏng vấn từ tờ nhật báo The Washington Post, ông đã tiết lộ với nhà báo Gene Park rằng, mặc dù về cơ bản thì trò chơi đã được hoàn thành vào thời điểm đó nhưng ông vẫn cần phải trì hoãn thêm một năm để cho đội ngũ của ông có thể trau chuốt thêm trò chơi.

## Đón nhận
Tears of the Kingdom nhận được những phản hồi tích cực, với những lời khen dành cho sự mở rộng thế giới cũng như là các tính năng khám phá và thử nghiệm. Theo trang tổng hợp đánh giá Metacritic, số điểm tổng hợp trung bình của trò chơi là rất cao, 96/100 dựa trên 125 bài đánh giá từ các nhà phê bình. Trên trang tổng hợp đánh giá OpenCritic tựa game được xếp hạng cao kỷ lục với 98% các nhà phê bình đề xuất cho trò chơi.
Rất nhiều lời phê bình dành lời khen dành cho sự mở rộng phạm vi từ bối cảnh thế giới mở đã được giới thiệu trong bản Breath of the Wild. Tom Marks từ trang IGN đã chấm cho tựa game này 10 điểm, đồng thời anh cũng ca ngợi khi đội ngũ đã bổ sung thêm các hòn đảo và hang động trên bầu trời và anh gọi những cấu trúc đó là "đồ sộ" và là một sự "bổ sung tuyệt vời cho các hoạt động bề mặt theo hướng truyền thống hơn". Anh cũng đánh giá cao về yếu tố cốt truyện, bày tỏ rằng đó chính là một điểm nhấn của trò chơi. Edwin Evans-Thirwell từ trang Eurogamer đã cho tựa game này 4/5 sao, anh ca ngợi về sự liền mạch cho "vòng lặp giữa không gian thế giới ngầm và bầu trời", tuy nhiên anh lưu ý rằng, mặc dù "các hang động trên trời không phải lúc nào cũng xứng đáng để khám phá, nhưng không có hòn đảo nào trên bầu trời mà anh cảm thấy không cần thiết", Thirwell cũng ca ngợi tựa game khi anh cảm thấy tựa game như "không thể cưỡng lại với đặc trưng đồ chơi của nó" trong bản thiết kế của đội ngũ. Về sự khác biệt của tựa game với Breath of the Wild, Steve Watts từ trang GameSpot đã cho tựa game này 10 điểm và anh dành lời khen cho tựa game vì "sự tinh tế" của nó mà đã khiến thế giới của trò chơi thay đổi, anh nói rằng "không phải tất cả mọi thứ đều giống hệt nhau như nơi mà bạn mong đợi, và bản đồ sẽ được đánh dấu bằng vô số cơ hội mà bạn có thể tự do và khám phá". Kyle Hilliard từ tạp chí Game Informer đã chia sẻ rằng, anh đã "không thể nổi da gà" khi đang khám phá vương quốc Hyrule tương tự như cách mà anh ấy đã từng làm trong Breath of the Wild. Nhưng anh lại viết rằng, anh vẫn "thích quay trở lại Hyrule với nhiều công cụ tiên tiến hơn".
Các nhà phê bình cũng dành lời khen cho việc đội ngũ đã bổ sung thêm sức mạnh và xây dựng thêm nhiều tính năng mới cho phép người chơi có thể di chuyển và tương tác nhiều hơn với môi trường của trò chơi. Tom Marks từ trang IGN đã viết rằng "Với sandbox lớn hơn, phong phú hơn và bằng cách nào đó thậm chí nó còn mang tính tham vọng nhiều hơn", anh tán dương hệ thống xây dựng của trò chơi là đi theo hướng "mạnh mẽ nhưng lại dễ tiếp cận, thú vị" và nó "đan xen vào mọi phần của (trò chơi)".  Steve Watts từ trang GameSpot đã đánh giá các yếu tố sức mạnh trong tựa game này là "linh hoạt hơn nhiều" so với tựa game tiền nhiệm của nó và nó như là một "sự phát triển được triển khai một cách đẹp mắt nhất từ những thứ mà đã khiến Breath of the Wild trở nên đặc biệt", anh kết luận rằng "những công cụ này có thể mang đến cho Tears of the Kingdom một hướng đi cụ thể mang lại một cảm giác độc đáo từ thương hiệu Zelda". Tương tự, Mike Mahardy từ trang Polygon cũng đồng tình và tán dương cho sự nhấn mạnh của trò chơi vào tính năng "thử nghiệm tự lái" và anh đánh giá nó chính là "điều tối quan trọng trong việc di chuyển, chiến đấu và khám phá, thử nghiệm những yếu tố sức mạnh và tìm hiểu về cách mà chúng tương tác với nhau trong trò chơi".
Sau khi tựa game được phát hành, một số các nhà phê bình đã có nhiều ý kiến trái chiều về ảnh hưởng của các vấn đề liên quan đến hiệu suất của trò chơi. Alana Hagues từ trang Nintendo Life đã nhấn mạnh rõ ràng rằng, tựa game "đang đẩy bộ máy của nó lên đến giới hạn", khi mà tốc độ khung hình của tựa game đã giảm xuống mức chỉ còn "20 FPS khi đang ở trong các địa điểm có cấu trúc cao và trong các trận chiến", mặc dù Nintendo đã cố gắng trấn an và tuyên bố rằng "những vấn đề đó sẽ không gây gián đoạn, và nó chắc chắn sẽ không tệ hơn như trong Breath of the Wild" nhưng những tuyên bố đó không khác gì một lời nhắc nhở rõ ràng về những hạn chế của máy console đã sáu năm tuổi. Mike Mahardy từ trang Polygon đã nói rằng "Switch đang tiếp tục cho thấy độ lỗi thời của nó", anh lưu ý rằng, "tốc độ khung hình vẫn có thể là rất thấp, đặc biệt là trong các khu rừng rậm rạp hoặc như  những khu vực có hiệu ứng nước cao và thời gian không thể tải kịp theo tiến độ của trò chơi, từ 2 cho đến 10 giây". Steve Watts từ trang GameSpot đã lưu ý rằng, trong khi "đang có rất nhiều vấn đề lo ngại về phần cứng cũ của Switch liệu có đủ để chạy Tears of the Kingdom", thì anh lại cảm thấy "hầu như không gặp trở ngại nào khi anh chơi chủ yếu trên chế độ cầm tay, thậm chí là sau đó, hiệu suất giảm xuống chỉ là vấn đề nhỏ hoặc tạm thời đối với anh".

### Doanh thu
Tears of the Kingdom là trò chơi đầu tiên do Nintendo phát hành có giá cao ngất ngưởng, lên tới 70 USD tại Hoa Kỳ. Chỉ trong vòng có ba ngày đầu tiên ra mắt, trò chơi đã bán được hơn 10 triệu bản, trở thành trò chơi bán chạy nhất trong dòng game The Legend of Zelda cũng như là trò chơi của Nintendo bán chạy nhất tại Châu Mỹ với hơn bốn triệu bản đã được bán ra chỉ tính riêng tại Hoa Kỳ. Theo một báo cáo từ tạp chí Famitsu, Tears of the Kingdom đã bán được hơn 1,1 triệu bản trong ba ngày đầu tiên phát hành tại khu vực Nhật Bản.

### Thành tích
| Năm  | Giải thưởng            | Hạng mục                    | Kết quả   | Nguồn  |
| ---- | ---------------------- | --------------------------- | --------- | ------ |
| 2020 | The Game Awards 2020   | Trò chơi được mong đợi nhất | Đề cử     | [ 62 ] |
| 2021 | Golden Joystick Awards | Trò chơi mong muốn nhất     | Đề cử     | [ 63 ] |
| 2021 | The Game Awards 2021   | Trò chơi được mong đợi nhất | Đề cử     | [ 64 ] |
| 2022 | Golden Joystick Awards | Trò chơi mong muốn nhất     | Đoạt giải | [ 65 ] |
| 2022 | The Game Awards 2022   | Trò chơi được mong đợi nhất | Đoạt giải | [ 66 ] |